# Corrasione

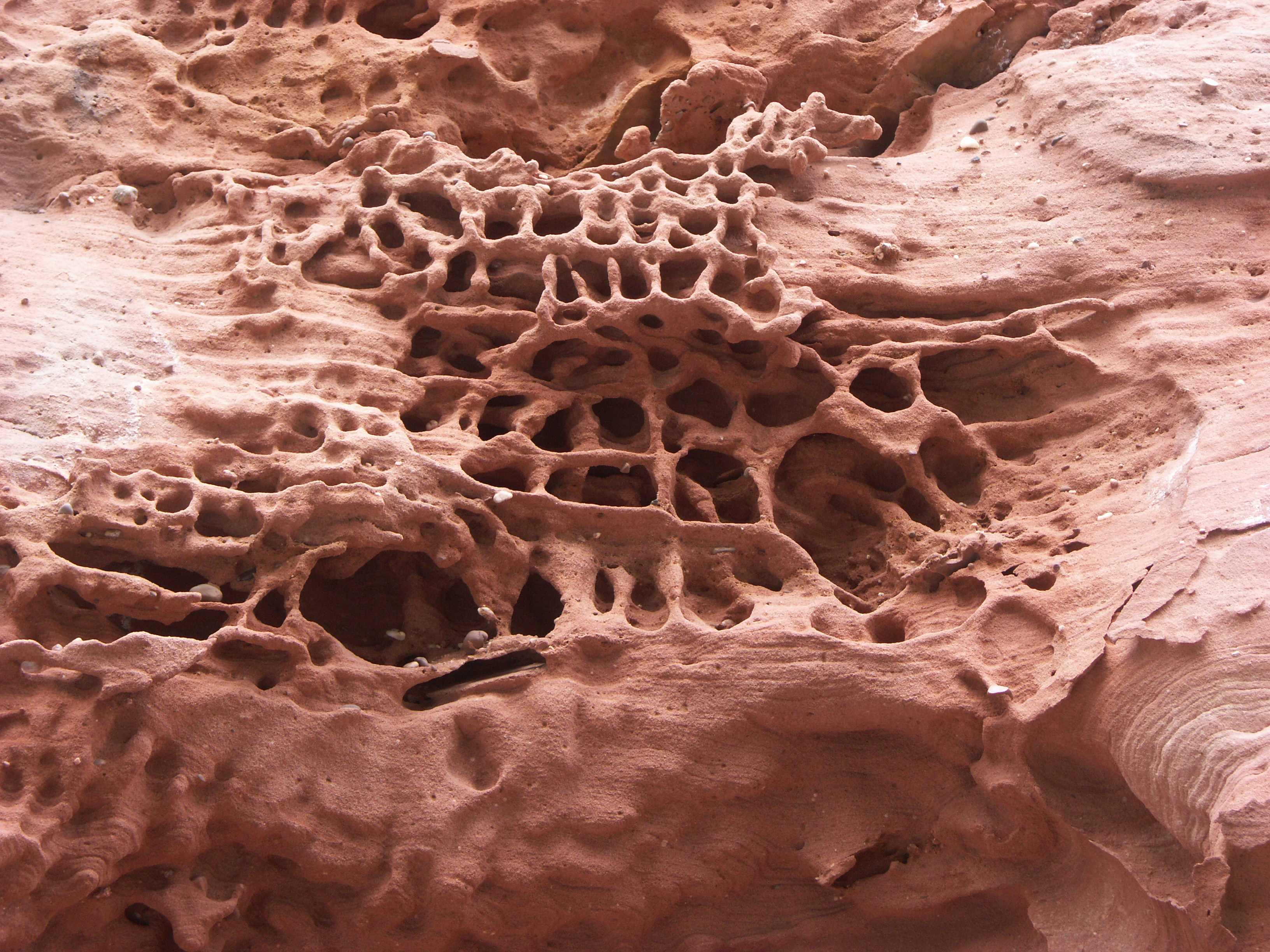
Struttura alveolare ad opera della corrasione a Dahn (Germania)

Si definisce corrasione la degradazione di un materiale a seguito dell'azione meccanica abrasiva delle particelle del mezzo, per esempio di rocce coerenti con polveri trasportate dal vento, che in particolare è reso particolarmente intenso dalla scarsa vegetazione e perciò è frequente nelle zone desertiche e lungo le coste particolarmente esposte.

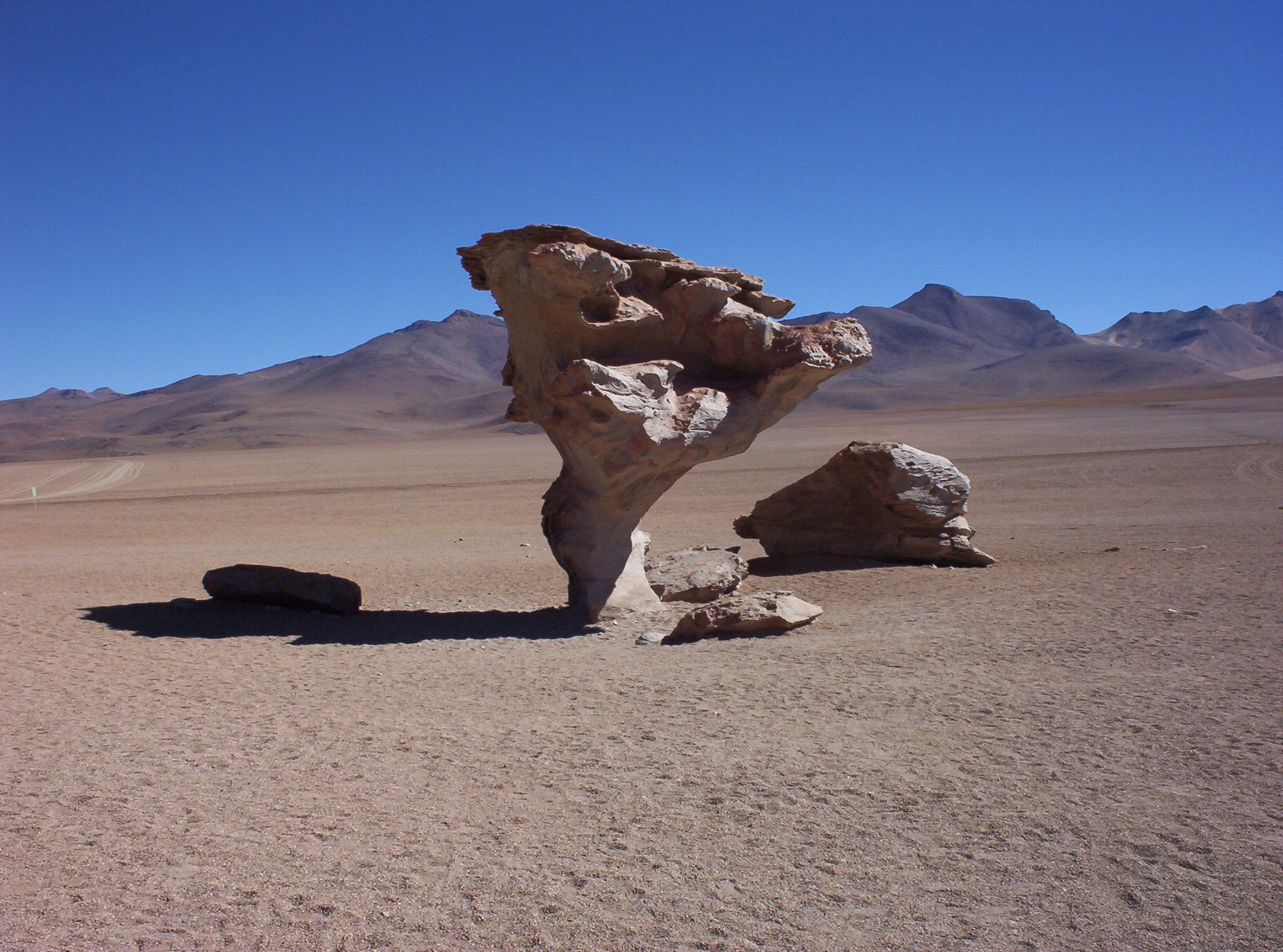
Corrasione a forma di fungo nel Salar de Uyuni (Bolivia)

## Descrizione geologica
Le rocce esposte a questo fenomeno subiscono una sorta di smerigliatura, e l'effetto è particolarmente evidente in prossimità del suolo.
Aspetti tipici del fenomeno sono ciottoli sfaccettati con forma a piramide e pilastri isolati erosi alla base con la forma tipica a fungo.
Talvolta si indica con corrasione anche l'azione delle sabbie e ciottoli trasportati dai fiumi sulle rocce presenti nel suo alveo.
La corrasione è anche responsabile, assieme ad altri agenti, del degrado di statue ed edifici.